# Koewacht

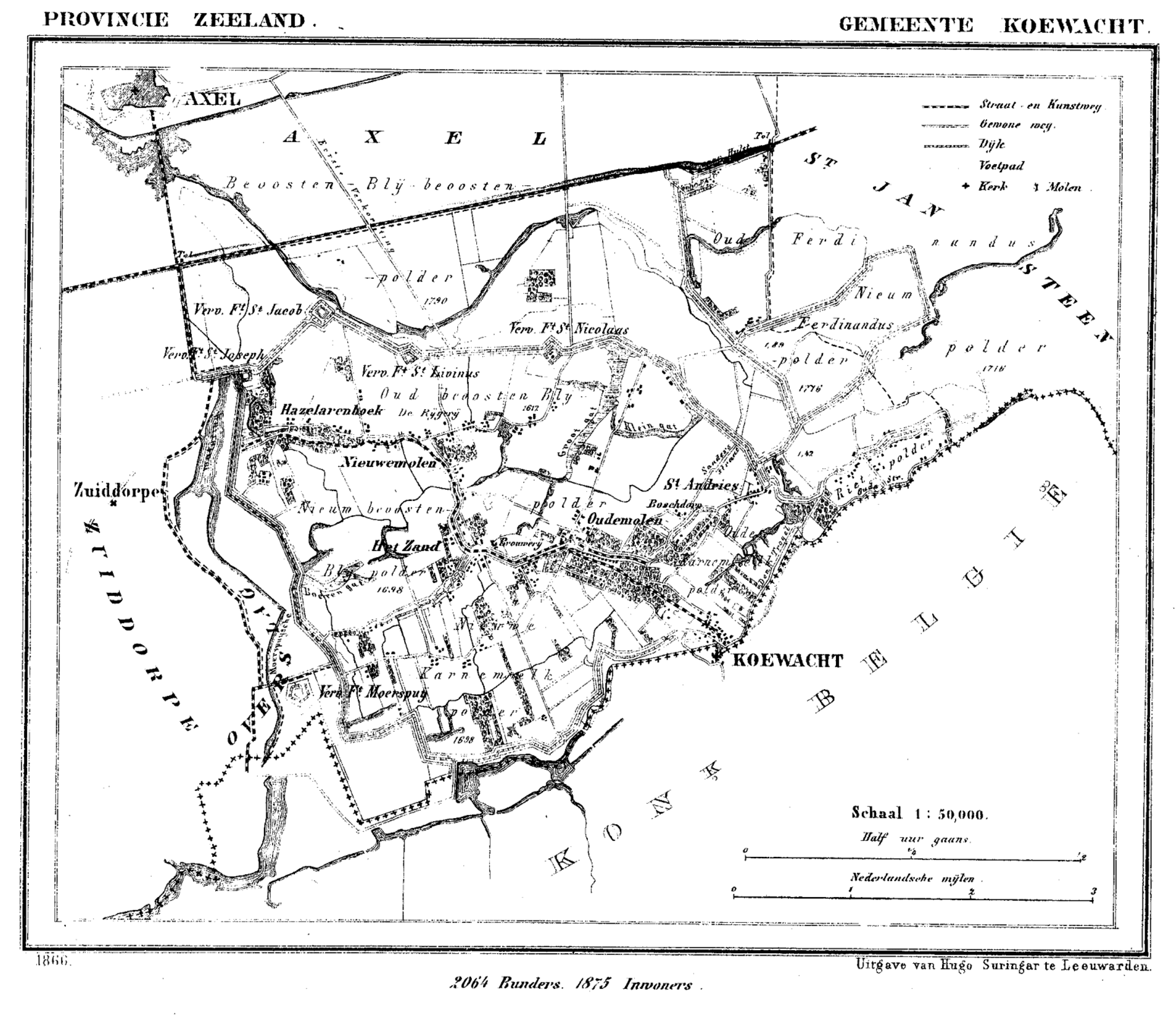
Gemeente Koewacht (NL) in 1866

Koewacht is een gedeeld grensdorp dat verspreid is over twee landen en drie gemeentes. Het grootste stuk maakt deel uit van de gemeente Terneuzen, in de Nederlandse provincie Zeeland (regio Zeeuws-Vlaanderen). Het overige gedeelte is verdeeld over de Belgische gemeenten Lokeren en Stekene. Het dorp heeft 2.565 inwoners (2023, Nederlands deel), de naam van het dorp verwijst naar het ‘koeien wachten’. De ligging op de grens geeft een heel eigen karakter aan het dorp.

## Historie
Van oudsher is Koewacht katholiek. Aan beide kanten van de landsgrens staat een kerk. Tot de Eerste Wereldoorlog kerkten de inwoners van het Nederlandse deel van het dorp in de Sint-Philippus en Jacobuskerk in het deel van Koewacht dat nu tot België behoort. Toen de grens door de Duitse bezetter werd afgesloten, ontstond de behoefte aan een eigen kerk. Pas in 1921-1922 werd deze gebouwd. Deze, eveneens Sint-Philippus en Jacobuskerk genaamde, kerk is een neogotisch ontwerp van architect Wolter te Riele.
De geografische ligging over de landsgrens heeft te maken met het ontstaan van Koewacht tijdens de Tachtigjarige Oorlog. In 1586 behoorde het Belgisch gedeelte aan de katholieke Spanjaarden. Vanuit Axel werden regelmatig strooptochten georganiseerd tegen het Spaans gebied. Om de grens te beschermen werd een reeks forten gemaakt: de Linie van Communicatie tussen Hulst en Sas van Gent. Van sommige forten vindt men enkel sporen in het landschap terug, maar het Fort Masereels groeide uiteindelijk uit tot een woonkern die nu Koewacht genoemd wordt. Het fort werd overwegend bewoond door Franse huursoldaten wat de Franse woorden in het lokale dialect verklaart. Op de plaats van het vroegere fort staat nu de (Belgische) Sint-Philippus en Jacobuskerk. Het oudste gedeelte (de toren) dateert uit de achttiende eeuw. Voordat de huidige stenen kerk werd gebouwd, stond er een houten kerk, waar niets van overgebleven is. Die locatie voor het fort is niet toevallig gekozen. In de zestiende eeuw was de hele omgeving erg vochtig en het fort ligt op het hoogste gedeelte en bleef daardoor droog. Het bewaakte de toegang tot de Moerbekepolder en de Riedepolder.
Als gevolg van de Belgische afscheiding van het Verenigd Koninkrijk der Nederlanden in 1830 werd het dorp gesplitst in een Belgisch en Nederlands gedeelte.

## Cultuur
Koewacht is bekend om zijn vlascultuur; er is ook een vlasmuseum waarin de bewerking van vlas centraal staat. Ten noorden van Koewacht staat luchtwachttoren 3T1 - Koewacht uit 1952 van het Korps Luchtwachtdienst.

## Natuur en landschap
Koewacht ligt op de grens van het zeekleipoldergebied en het zandiger Waasland op een hoogte van ongeveer 1,5 meter. De Belgisch-Nederlandse grens wordt gedeeltelijk gevormd door het Pereboomsgat, een kreek. Andere kreken zijn de Boschkreek ten oosten van Koewacht, en het Groote Gat ten noorden van dit dorp.
De polders in het Nederlandse deel zijn bosrijk, hier vindt men ook het voormalig Fort Moerspui. Het Belgische deel heeft uitgestrekte bossen, met name ten zuidwesten en ten noorden van deze plaats.

## Economie
Een belangrijke bron van inkomsten was de vlasteelt en -verwerking. Naast de particuliere Vlasfabriek Bruggeman-Janssens, Vlasfabriek de Waele en anderen bestond ook de coöperatieve Vlasroterij Sint Andries welke de grootste warmwaterroterij van de Benelux bezat. Sint-Andries bezat drie zwingelturbines terwijl de andere twee er ook beiden één hadden.

## Geboren
- Charles Ludovicus van de Bilt (1869-1949), Nederlands onderwijzer, journalist en politicus
- George Dierick (1907-1983), akkerbouwer, bierbrouwer en burgemeester
- René van Hove (1913-1997), Nederlands wielrenner
- Léon de Caluwé (1950-2019), Nederlands bedrijfskundige, adviseur en hoogleraar advieskunde
- Cath Luyten (1977), Belgisch televisiepresentatrice en reportagemaakster
- Bas (rapper) (1987),   Amerikaanse rapper van Sudanese afkomst
- Augustine Loof (1996), Nederlands voetballer van Sierra Leoonse afkomst

## Nabijgelegen kernen
Zuiddorpe, Kruisstraat, Stekene, Klein-Sinaai, Heikant